# Gabriel Ascher
Gabriel Ascher war ein deutscher Journalist und Informant des deutschen Abwehrdienstes.

## Leben
Im Jahre 1936 wurde der zum katholischen Glauben konvertierte jüdische Journalist Gabriel Ascher in Rom der Sekretär des Jesuiten Friedrich Muckermann. Schon damals stand er im Dienste der Abwehr als V-Mann, wobei er den Decknamen Siegfried trug. Durch Muckermann wurde es Ascher ermöglicht, Bekanntschaften und Kontakte zu Offiziellen des Vatikans zu knüpfen. Als Muckermann im November 1937 nach Österreich reiste, begleitete er Muckermann dorthin.
Als im März 1938 Österreich von der Wehrmacht besetzt wurde, ging Ascher zuerst in die Schweiz und anschließend wieder nach Rom. Dort arbeitete er als Korrespondent der Basler Nachrichten. Als aber auch in Italien antijüdische Gesetze verabschiedet wurden, ging er nach Stockholm. Hier arbeitete er für die Basler Nachrichten und den New Catholic Herald, der in London erschien. Im Januar 1941 nahm er Kontakt auf mit Hans Wagner, dem Vertreter der Kriegsorganisation (KO) der Abwehr an der deutschen Botschaft in Stockholm.
Als die deutsche Abwehr die Rolle von Josef Müller überprüfen wollte, suchte sich der Chef der deutschen Gegenspionage bei der Abwehr, Joachim Rohleder, Ascher als die Person aus, die beim Vatikan nach den Kontakten Müllers suchen sollte. Am 23. April 1941 reiste Ascher nach Berlin. Er hatte zwei Empfehlungsschreiben dabei. Den Nachweis der Basler Nachrichten als Korrespondent für den Vatikan und ein Empfehlungsschreiben des apostolischen Vikars und späteren Bischofs von Stockholm, Johann Evangelist Müller. In Berlin gab ihm Rohleder hinreichende finanzielle Mittel für seine Nachforschungen in Rom.
Ein weiteres Einführungsschreiben für Monsignore Giovanni Montini, dem späteren Papst Paul VI., damals Substitut im päpstlichen Staatssekretariat, erhielt Ascher von dem Erzbischof Cesare Orsenigo, dem Apostolischen Nuntius des Vatikans in Berlin. Am 3. Mai 1941 traf Ascher in Rom ein und nahm Kontakt zu Montini auf. Weiterhin sprach er mit dem Jesuitenpater Robert Leiber, Privatsekretär von Papst Pius XII., und mit Monsignore Ludwig Kaas. Mehrere seiner Kontaktpersonen wunderten sich allerdings darüber, dass Ascher mit seiner jüdischen Abstammung solche Reisen quer durch das Dritte Reich unternehmen konnte. Nachfragen bei Journalisten in Stockholm ergaben, dass Ascher ein deutscher Informant sei.
Als Leiber daraufhin Montini am 24. Juni warnte, war es zu spät. Ascher hatte Rom gegen Ende Juni wieder verlassen und übergab Rohleder in Berlin seinen Bericht über Josef Müller. Rohleder fand darin schlüssige Nachweise, dass Müller den Angriffstermin der deutschen Wehrmacht dem Vatikan mitgeteilt hatte. Ascher reiste daraufhin weiter nach Stockholm. Dort kam die schwedische Polizei an Informationen über die Kontakte Aschers zum deutschen Abwehrdienst. Am 2. April 1942 wurde er zu einem Verhör vorgeladen.
Da aber keine konkreten Beweise zu einer Anklage gegen Ascher vorlagen, beabsichtigte die Polizei, ihn aus Schweden ausweisen zu lassen. Als der Termin der Ausweisung sich gegen Mitte Mai 1942 näherte, erlitt Ascher eine so schwere psychische Erkrankung, so dass er bis kurz vor Mai 1945 in einem Krankenhaus behandelt wurde.
Es ist nicht klar, ob Ascher ein Doppelinformant war. Denn in Stockholm hatte er Kontakt mit Rennie Smith, der Sekretär der Antinazi-Organisation Friends of Europe war und Kontakte zum britischen Geheimdienst vermitteln konnte.